# Hans Dittmar

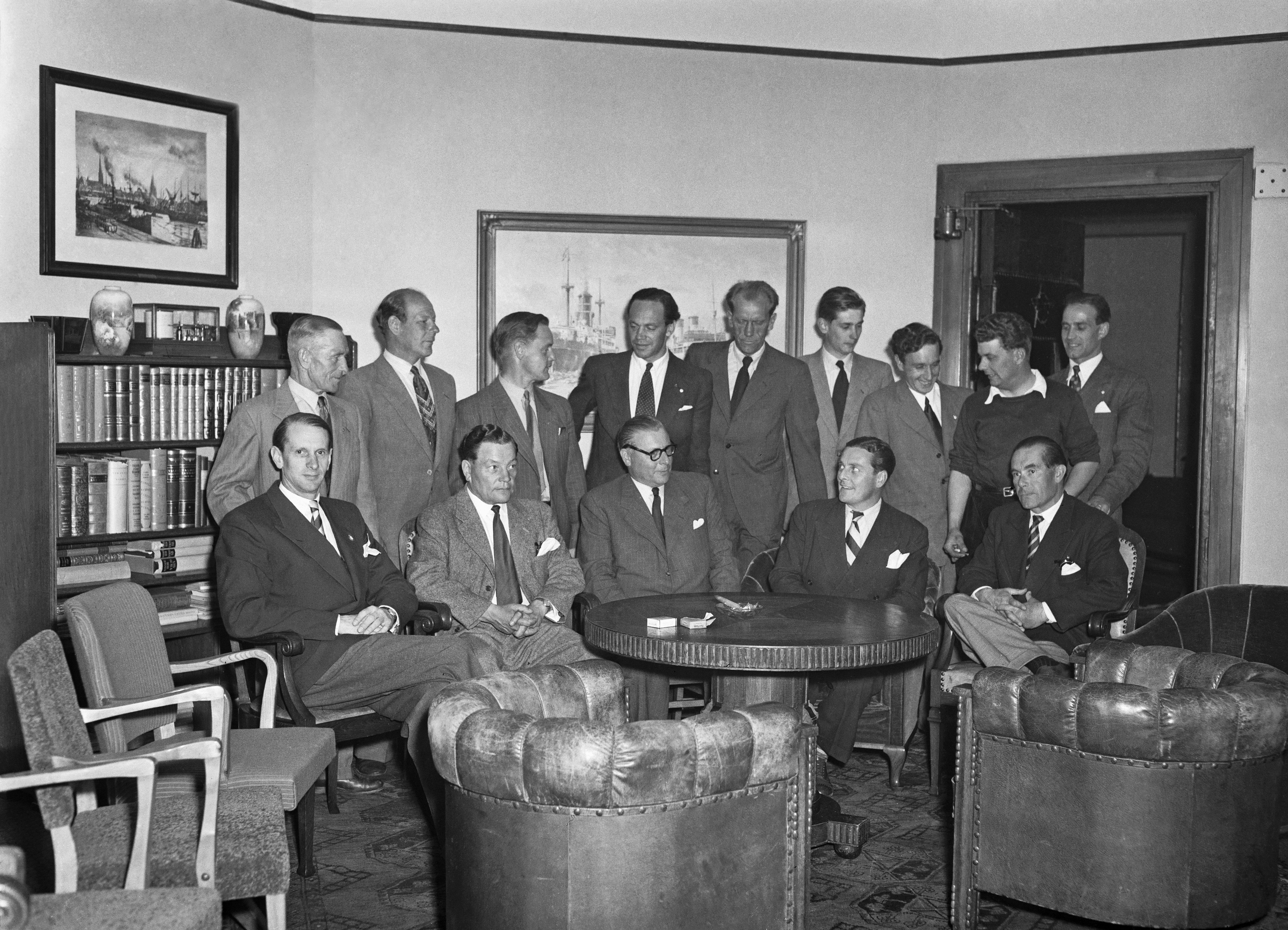
Die finnischen Olympia-Segler 1952. Sitzend von links nach rechts: Mannschaftsführer Rote Hellström, die Rudergänger Ernst Westerlund, Hans Dittmar, René Nyman und Eric Fabricius. Stehend von links nach rechts: Paul Sjöberg, Adolf Konto, Rolf Turkka, Christian Ilmoni, Ragnar Jansson, Erik Stadigh, Leo Nagornoff, Aarne Castrén und Bror Johansson.

Hans Erik Dittmar (* 14. November 1902 in Helsinki; † 20. Juni 1967 ebenda) war ein finnischer Segler.

## Leben
Die Eltern von Hans Dittmar waren Fanny Maria Eugenie Dittmar (geb. af Hellén, 1874–1972), genannt Maggie, und John Alexis Dittmar (1865–1925). Sie heirateten 1898. Hans Dittmars drei Jahre ältere Schwester Marianne wurde 1899 geboren. Der Vater war Rechtsanwalt und arbeitete ab 1900 als Gründungspartner der Anwaltskanzlei Dittmar & Indrenius. Die finnlandschwedische Familie wohnte in Helsingfors (finnisch Helsinki) und hatte eine Sommervilla namens Majvik auf der Insel Bergö in den Schären von Sommaröarna (Suvisaaristo), heute ein Stadtteil von Esbo (Espoo).
Dittmar arbeitete als Rechtsanwalt und hielt – wie sein Vater – den Titel vicehäradshövding (varatuomari), der studierten Rechtsanwälten vergeben wird, nachdem sie eine Ausbildung auf dem Richterstuhl absolviert haben und damit vor Gericht auftreten dürfen. Von 1965 bis zu seinem Tod 1967 war er Vorsitzender von Svenska Klubben i Helsingfors, eines finnlandschwedischen Wohltätigkeitsclubs.

## Sportliche Erfolge
Hans Dittmar nahm zweimal an Olympischen Spielen teil. Bei den Olympischen Spielen 1924 in Paris trat er in der Klasse Monotyp 1924 für Einhandjollen an gewann die Bronzemedaille hinter Léon Huybrechts und Henrik Robert. Die zweite Olympiateilnahme erfolgte erst 1952 in seiner Heimatstadt, wo er als Rudergänger der Yacht Teresita in der 5,5-Meter-Klasse mit 3292 Gesamtpunkten den achten Platz belegte.
Bereits als Kind wurde Dittmar 1911, gemeinsam mit seinem Vater, Mitglied des 1906 in Esbo gegründeten schwedischsprachigen Segelvereins Esbo Segelförening (ESF). 1922 wurde er zum Schriftführer gewählt, 1934 bis 1957 war er Kommodore des Vereins. Aufgrund seiner Verdienste um den Segelsport – er ist einer der erfolgreichsten Segler von ESF und brachte seinem Verein mehr als 300 Trophäen ein – wurden ihm nacheinander alle Verdienstabzeichen des Vereins verliehen. 1962 wurde er für den Rest seines Lebens zum Ehrenkommodore ernannt.